# 金斗路
金斗路，中国安徽省合肥市滨湖新区的一条半环状干道，得名自合肥古称金斗城，起自包河大道，终于遵义路，计划南延至环湖北路（环湖北路已预留立交），其中杭州路以南又称金斗西路。全路沿金斗公园南侧、西侧布置。沿路有庐州大道中学、合肥市金斗路小学、合肥市第四十八中学教育集团嘉陵江路中学、合肥师范附小教育集团万慈小学等。

## 轨道交通
- █ 1号线：金斗公园站